# Cirerer americà
El cirerer americà (Prunus serotina) és un arbre de la família rosàcia.
És originari de l'est de Nord-amèrica des del sud de Quebec i Ontario al sud de Texas i Florida central, amb poblacions disjuntes a Arizona i Nou Mèxic i muntanyes de Mèxic i Guatemala.

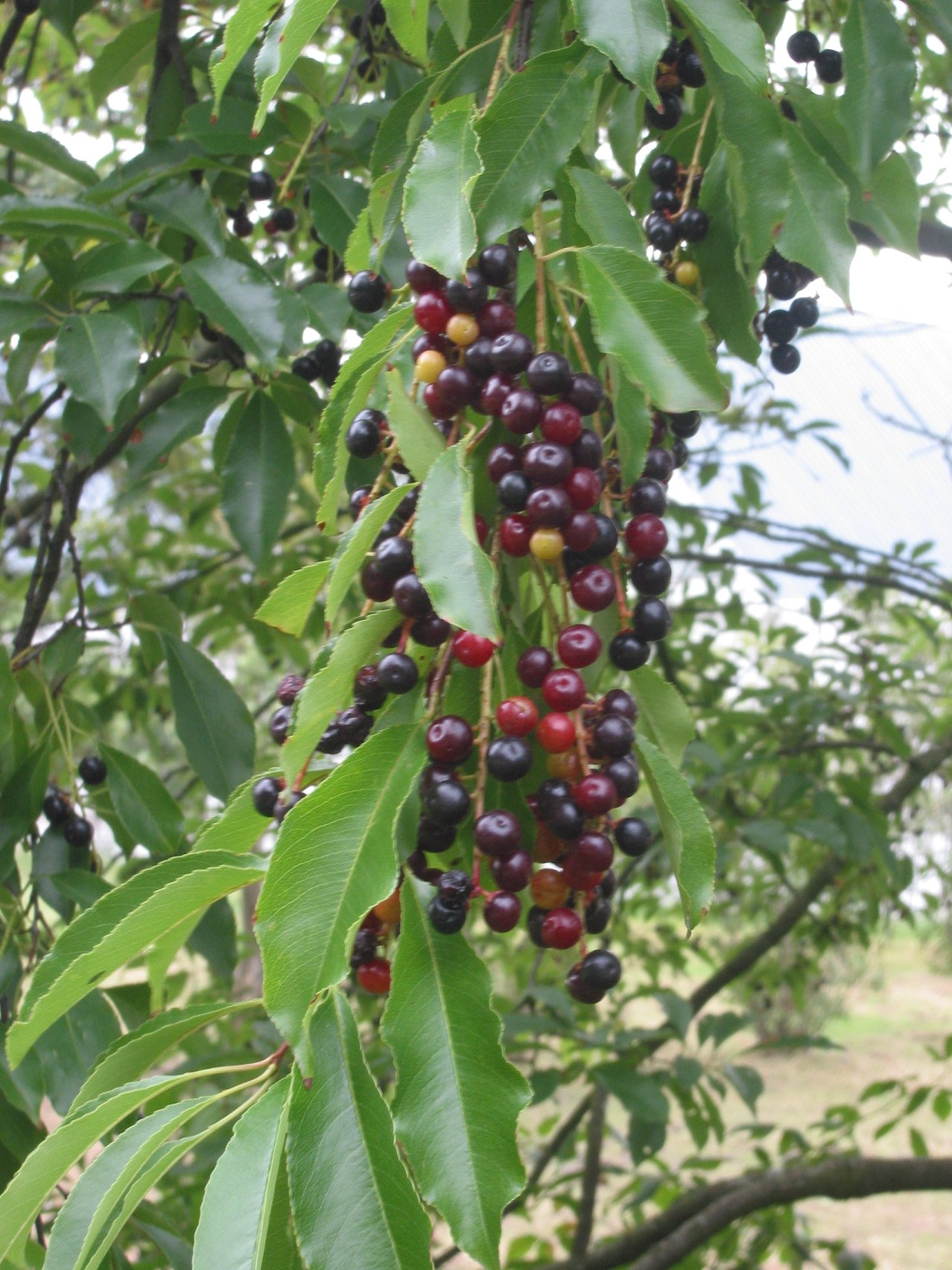
Fruit immadur

## Descripció
És un arbre caducifoli de 15 a 30 m d'alt de flors en raïms d'unes 40 flors. Les fulles són simples i tenen els marges serrats. El fruit és una drupa, d'1 cm de diàmetre negra quan està madura. És amarga i astringent crua però els ocells se la mengen. El cirerer americà és una espècie pionera al mig oest (Midwest). Pot viure uns 250 anys tot i que és propens al trencament de branques.
Està estretament relacionat amb el cirerer de Virgína (Prunus virginiana) i té dues subespècies:
- Prunus serotina subsp. serotina. Canadà, Estats Units.
- Prunus serotina subsp. capuli (Cav.) McVaugh. Mèxic, Guatemala.

## Usos
Del fruit cuit se'n fan melmelades i pastissos i saboritzant de gelats entre d'altres aplicacions. La fusta és bona per ebenisteria. S'ha naturalitzat a parts d'Europa, però s'ha classificat a la llista de les 100 espècies invasores més dolentes d'Europa.